# Jacques Lagniet

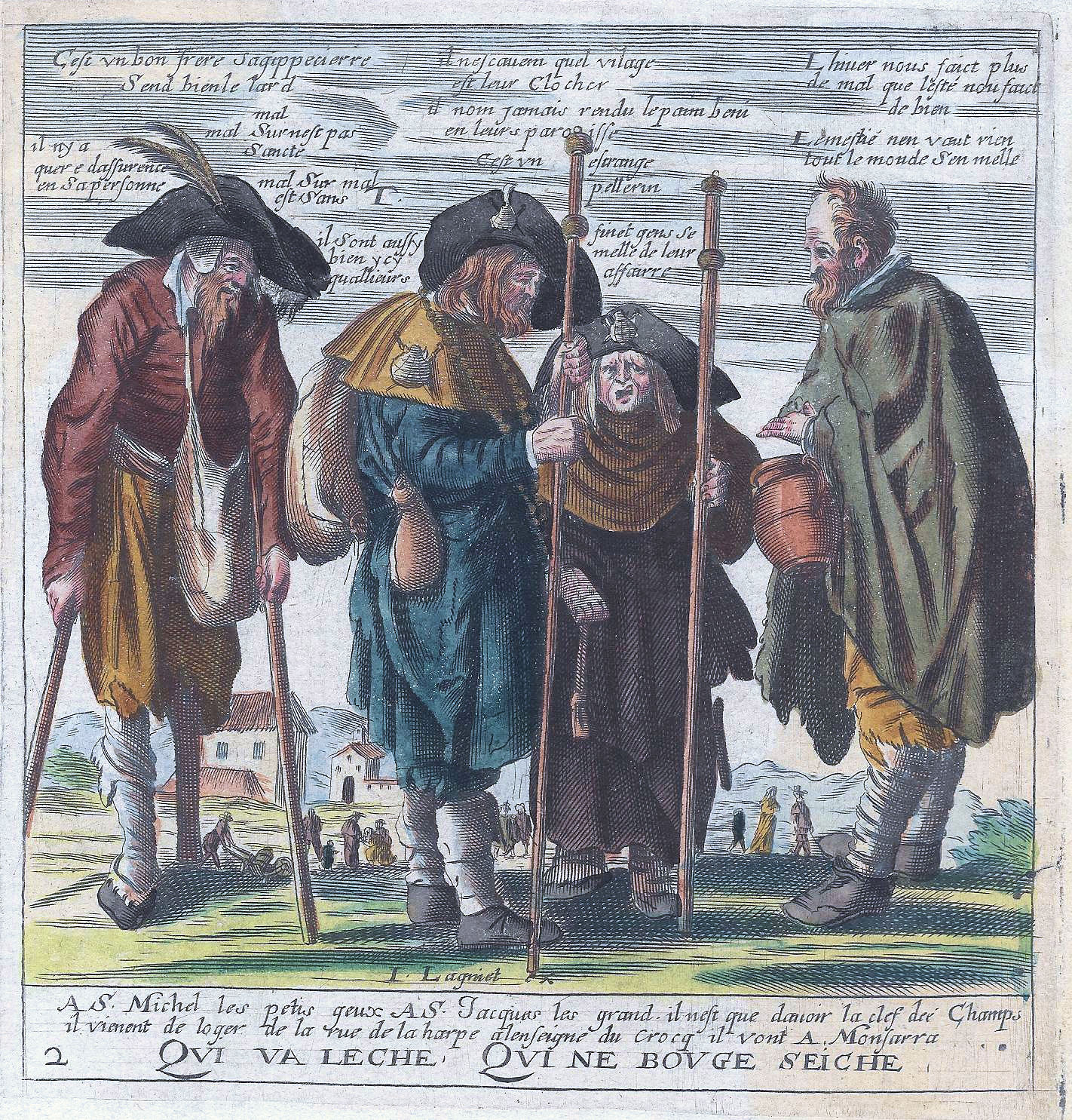
Aus Recueil des plus illustres proverbes (1657)

Jacques Lagniet (* 1620 in Paris; † 10. April 1675 ebenda) war ein französischer Kupferstecher. Von ihm stammen zahlreiche gesellschaftskritische Kupferstiche und Spottbilder wie etwa seine teils grotesken und phantastischen Illustrationen zu einer Sammlung bekannter Sprichwörter aus dem Jahr 1657.